# Ounces
Ounces è un singolo del gruppo musicale statunitense Migos pubblicato il 17 dicembre 2013.

## Tracce
1. Ounces – 4:20